# Mesochaetopterus alipes
Mesochaetopterus alipes är en ringmaskart som beskrevs av Monro 1928. Mesochaetopterus alipes ingår i släktet Mesochaetopterus och familjen Chaetopteridae. Inga underarter finns listade i Catalogue of Life.